# 旅立ち (松山千春の曲)
「旅立ち」（たびだち）は、松山千春が1977年1月25日にリリースしたデビュー･シングルである。

## 解説
アマチュア時代の1975年、「全国フォーク音楽祭」の地区予選で歌われた曲。松山千春は、そこで札幌テレビ放送（STV）の竹田健二ディレクターと出会い、デビューのきっかけを掴んだ。A・B面ともに、1977年6月に発売されたデビュー･アルバム『君のために作った歌』に収録された。
地元の北海道ではローカル・ヒットとなった。1986年、同名のベスト・アルバム『旅立ち』で再録音され、そのヴァージョンはシングル「旅路」のB面にも収録された。
キャニオンのAARD-VARKレーベルで発売された唯一のシングルである。

## 収録曲
| 全作詞・作曲: 松山千春、全編曲: 松井忠重。 |            |          |            |      |
| #                                          | タイトル   | 作詞     | 作曲・編曲 | 時間 |
| 1.                                         | 「旅立ち」 | 松山千春 | 松山千春   | 3:07 |
| 2.                                         | 「初恋」   | 松山千春 | 松山千春   | 3:37 |
| 合計時間:                                  | 合計時間:  | 6:44     |            |      |

## カバー
| 曲名   | アーティスト | 収録作品                       | 発売日        | 備考 |
| ------ | ------------ | ------------------------------ | ------------- | ---- |
| 旅立ち | 浜田朱里     | アルバム『想い出のセレナーデ』 | 1982年5月21日 |      |
| 旅立ち | 三浦祐太朗   | シングル「旅立ち」             | 2012年8月1日  |      |
| 初恋   | 柏原芳恵     | シングル「タイニー・メモリー」 | 1983年9月21日 |      |